# Spoorlijn Husum - Tönning
De spoorlijn Husum - Tönning is een Duitse spoorlijn als spoorlijn 1204 onder beheer van DB Netze.

## Geschiedenis
Het traject werd door de Engelse firma Peto, Brassey and Betts aangelegd en op 1 april 1854 geopend. In 1902 werd een nieuw traject vanaf de aansluiting Hörn richting Tönning geopend.

## Treindiensten
De Deutsche Bahn verzorgt het personenvervoer op dit traject met RB treinen.
| Serie | Treinsoort                   | Route                                                                 | Bijzonderheden |
| ----- | ---------------------------- | --------------------------------------------------------------------- | -------------- |
| RB 64 | Regionalbahn (DB Regio Nord) | Neumünster – Tönning – Katharinenheerd – Tating – Bad St Peter-Ording |                |

## Aansluitingen
In de volgende plaatsen is of was er een aansluiting op de volgende spoorlijnen:
Husum
DB 1011, spoorlijn tussen Jübek en Husum
DB 1012, spoorlijn tussen Rendsburg en Husum
DB 1208, spoorlijn tussen Husum en Flensburg
DB 1210, spoorlijn tussen Elmshorn en Westerland
Tönning
DB 1205, spoorlijn tussen Tönning en Bad St Peter-Ording